# 圖爾 (烏克蘭)
51°40′40″N 24°16′42″E / 51.67778°N 24.27833°E
圖爾（烏克蘭語：Тур），是烏克蘭西部沃倫州的村落，由科韋利區的扎博洛特亞市鎮管轄，始建於1993年，面積0.03平方公里，海拔高度158米，2001年人口2255。

## 地理
圖爾位在圖爾湖西北。距離白羅斯邊境約3.8公里，距離扎博洛特亞約4.5公里，至盧茨克車程約153公里。